# Lenguas romances orientales
Las lenguas romances orientales son una rama lingüística que comprende las variedades romances situadas al sur y al este de la línea Massa-Senigallia. Por lo tanto, las lenguas romances orientales serían el rumano, el extinto dálmata, el italiano, el siciliano, entre otras más habladas en el centro y sur de Italia y en los Balcanes. En cambio, las lenguas romances situadas al norte y al oeste de dicha línea —como el portugués, el español, el francés, el catalán, el romanche, el occitano, entre otras variedades— pertenecerían a la rama occidental.
El término «lenguas romances orientales» tradicionalmente se ha usado para referirse al grupo de lenguas balcorromances (propiamente dicho) compuesto por las lenguas balcorrumanas y el dálmata que comparten isoglosas y rasgos gramaticales únicos dentro las lenguas romances. Otros autores han sugerido que la rama es más amplia e incluye a las lenguas italorromances puesto que los rasgos que se aplican a las lenguas romances balcánicas también se aplican a las lenguas romances del centro y sur de Italia. Las lenguas balcorromances e italorromances (propiamente dichas) sí forman grupos filogenéticos claros, sin embargo, a pesar de ciertas coincidencias entre estos grupos algunos autores como ethnologue consideran a las lenguas italorromances como más cercanas a las lenguas romances occidentales.
Las filogenias basadas en la similitud léxica de palabras únicas respalda al romance oriental como un grupo filogenéticamente válido,[cita requerida] pero a veces estos análisis suelen incluir al galoitálico como parte del romance oriental, a pesar de que sus rasgos evolutivos son puramente los del romance occidental.

## Características lingüísticas

### Conservación del grupo -CL intervocálico
Una característica principal es la conservación del grupo -cl intervocálico en contraposición con el romance occidental que lo palatalizó. En las lenguas italorromances y el rumano evolucionó a /ki/ o /ke/. Ejemplos son:
| Latín       | Español (Occidental) | Italiano  | Napolitano | Siciliano | Arrumano  | Rumano  | Dálmata[8] |
| ----------- | -------------------- | --------- | ---------- | --------- | --------- | ------- | ---------- |
| Paricla(us) | pare(j)a             | parecchio | parecchjo  | paricchia | pãreaclji | pereche | paracla    |
| Veclus      | vie(j)o              | vecchio   | viecchjo   | vecchiu   | veclju    | vechi   | vieclo     |
| Pedoclus    | pio(j)o              | pidocchio | peducchjo  | piducchiu | piduclju  | păduche | peduclo    |

### Conservación de las oclusivas sordas intervocálicas
Otra característica importante es que conservan las oclusivas sordas intervocálicas /p, t, k/ en contraposición con las lenguas romances occidentales que sonorizan o pierden. Ejemplos de conservación de oclusivas sordas intervocálicas en algunas lenguas son:
| Latín        | Español (Occidental) | Italiano | Napolitano | Siciliano | Arrumano | Rumano  | Dálmata[8] |
| ------------ | -------------------- | -------- | ---------- | --------- | -------- | ------- | ---------- |
| Cepulla/Cepa | ce(b)olla            | cipolla  | cepulla    | cipudda   | ceapã    | ceapă   | capula     |
| Saponem      | ja(b)ón              | sapone   | sapune     | sapuni    | sãpune   | săpun   | sapaun     |
| Natare       | na(d)ar              | nuotare  | natà       | natari    | inotari  | înota   | notur      |
| Potere       | po(d)er              | potere   | putè       | putiri    | putiri   | putea   | putar      |
| Carricare    | car(g)ar             | caricare | carrecà    | caricari  | ncãrcari | încărca | caricur    |
| Iocare       | ju(g)ar              | giocare  | jucà       | jucari    | jucari   | juca    | jocur      |
La conservación también puede ser observada durante las conjugaciones verbales.

### Plural
Usan exclusivamente los plurales (-e, -i) derivada del plural nominativo del latín y se distinguen de las lenguas galoitálicas en que no los usan nunca para las conjugaciones verbales a diferencia de las lenguas galoitálicas quienes usan formas del plural (-s) para conjugaciones verbales. Ejemplos de formación del plural son:
| Latín                   | Español (Occidental) | Napolitano | Italiano | Siciliano | Rumano | Dálmata |
| ----------------------- | -------------------- | ---------- | -------- | --------- | ------ | ------- |
| Stella, Stellas/Stellae | estrellas            | stelle     | stelle   | stiddi    | stele  | stale   |
| Lupus, Lupi             | lobos                | lupi       | lupi     | lupi      | lupi   | lupi    |
| Homo, Homines           | hombres              | ommene     | uomini   | omini     | oameni | jomini  |

### Participio femenino -ta
En todas las lenguas romances orientales el participio femenino acaba en -ta, mientras que en las lenguas romances occidentales acaba en -da como consecuencia de la sonorización o directamente se pierde. Algunos ejemplos son:
| Español (Occidental) | Italiano  | Napolitano | Siciliano | Arrumano  | Rumano    | Dálmata   |
| -------------------- | --------- | ---------- | --------- | --------- | --------- | --------- |
| comparada            | comparata | comparata  | comparata | comparatã | comparată | comparata |
| hablada              | parlata   | parlata    | parrata   | vorbitã   | vorbită   | favlata   |

### Pérdida de las -s finales latinas
Carecen de palabras latinas acabadas con (s, z) en contraposición al romance occidental, salvo algunos préstamos lingüísticos recientes. Esto debido a que las -s finales de todas las palabras latinas se perdieron. (ej; sei (it, nap, scn), si (dlm), şase (ro, rup), noi (it, nap, scn, ro, rup), più (it, nap, scn) ple (dlm), mai (ro, rup). En español seis, nosotros, más y en sardo prus.

### Vocales intertónicas
Se conservan las vocales intertónicas (entre la sílaba tónica y la primera o la última sílaba). También las lenguas romances orientales son más conservadoras en aspectos fonológicos con respecto a las occidentales.

### Geminación
Se conservan las consonantes gemidas del latín en contraste con el romance occidental. En el balcorrumano son alófonos de las consonantes simples, por lo que no se distinguen en la escritura o en la pronunciación. También en el dálmata y las lenguas italorromances hubo desarrollo adicionales de gemidas.
| Latín         | Español (Occidental) | Italiano      | Napolitano    | Siciliano     | Arrumano     | Rumano       | Dálmata       |
| ------------- | -------------------- | ------------- | ------------- | ------------- | ------------ | ------------ | ------------- |
| Vacca /wak:a/ | vaca /baka/          | vacca /vak:a/ | vacca /vak:a/ | vacca /vak:a/ | vacã /vak:ə/ | vacă /vak:ə/ | vacca /vak:a/ |
| Cuppa /cup:a/ | copa /copa/          | coppa /cop:a/ | coppa /cop:a/ | cuppa /cop:a/ | cupã /cup:ə/ | cupă /cup:ə/ | cuppa /cup:a/ |

### Conservación de la -d intervocálica
Se conserva la -d intervocálica de ciertas palabras latinas, en contraposición con el romance occidental.
| Latín    | Español (Occidental) | Italiano  | Napolitano | Siciliano | Arrumano | Rumano  | Dálmata |
| -------- | -------------------- | --------- | ---------- | --------- | -------- | ------- | ------- |
| Cadere   | cae(-)r              | cadere    | cadè       | cadiri    | cadiri   | cădea   | cadar   |
| Peduclus | pio(-)jo             | pidocchio | peducchjo  | piducchiu | piduclju | păduche | peduclo |
| Credere  | cre(-)er             | credere   | credè      | crìdiri   | creadiri | crede   | credar  |

### Otras características
- Las lenguas italorromances (exceptuando al italiano) y las balcorrumanas (con excepción del rumano) pierden la -i latina inicial ante -n y -m lo que hace que estas palabras comiencen con -n y -m. La preposición -in evolucionada a 'n se asimila ante la palabra a decir en estas lenguas.[7][1]

| Latín       | Napolitano   | Siciliano    | Arrumano     |
| ----------- | ------------ | ------------ | ------------ |
| Insignare   | (-)nzignà    | (-)nzignari  | (-)nsimnari  |
| Importantis | (-)mpurtante | (-)mpurtanti | (-)mpurtanti |
- Las lenguas italorromances (exceptuando al italiano), el dálmata y algunas lenguas balcorrumanas como el arrumano tienen una evolución secundaria de las palabras comenzadas con -ge a -de.[7][2]

| Latín    | Napolitano | Siciliano | Arrumano | Dálmata |
| -------- | ---------- | --------- | -------- | ------- |
| Genuclum | denucchjo  | dinucchiu | denuclju | denaclo |
- En las lenguas balcorrumanas, el dálmata y las lenguas italorromances (exceptuando al italiano), se pierden todas las -m final de las palabras latinas.[1][2]

| Latín | Español       | Napolitano | Siciliano | Arrumano | Rumano   | Dálmata |
| ----- | ------------- | ---------- | --------- | -------- | -------- | ------- |
| Cum   | con           | co         | cu        | cu       | cu       | co      |
| Quam  | cuan (cuánto) | ca (que)   | ca (que)  | ca (que) | ca (que) |         |
- Algunas lenguas balcorrumanas y algunos dialectos del napolitano y el italiano central tienen un debilitamiento de las oclusivas sordas ante -n, -m y -l.[1][2]

| Latín   | Italiano Central | Napolitano | Arrumano |
| ------- | ---------------- | ---------- | -------- |
| Centum  | cendo(ë)         | cendo(ë)   | tsendu   |
| Campana | cambana(ë)       | cambana(ë) | cãmbanã  |
| Polenta | polenda(ë)       | polenda(ë) | purindã  |
| Ancora  | angora(ë)        | angora(ë)  | angurã   |
| Saltare | sardé            | sardé      | sã(-)ri  |

### Gramática y sintaxis
Las lenguas romances orientales son más conservadoras en aspectos gramaticales con respecto a las lenguas romances occidentales. En especial esto es notable en el balcorrumano, el dálmata, el siciliano, el napolitano y el italiano central. Estas lenguas conservan reglas gramaticales que las diferencian de otras lenguas romances en el uso de los pronombres, los adjetivos posesivos y los artículos. Salvo el toscano o italiano que se asimiló con el romance occidental en estas características. Por ejemplo:
- - pate-me (nap), patre mo (it-c), patri meu (scn), tătal meu (ro, rup), tuotael mi (dlm). En español mi padre.
  - mate-mea (nap), matre ma (it-c), matri mea (scn), mama mea (ro, rup), mama maja (dlm). En español mi madre.
  - sora-ta (nap), sora ta (it-c, scn), sora ta (ro, rup), saura ta (dlm). En español tu hermana.
  - fràte-to (nap), frate to (it-c), frati tu (scn), fratele tau (ro, rup), frutro to (dlm). En español tu hermano.
  - fràtere (nap, it-c), fraților (ro), frutrele (dlm). En español hermanos.
  - sorure (nap, it-c), surori (ro, rup), saurele (dlm). En español hermanas.
  - lu omu (scn), l'ommo (nap, it-c), omul (ro, rup), el jomno (dlm). En español simplemente hombre.
  - la parti (scn), la parte (nap, it-c), partea (ro, rup), la puart (dlm). En español simplemente parte.

Bajo esta definición se incluye también al corso, el gallurés de Cerdeña y el dialecto lucano meridional ya que filogenéticamente no pertenecen a las lenguas romances insulares. El corso y gallurés derivan del toscano y están más estrechamente emparentados con el italiano que con el sardo. El lucano meridional se considera una variedad del napolitano. Además comparten las isoglosas del romance oriental.
El dialecto castelmezzano del napolitano situado en el sur del área italorromance proporciona evidencia de que el desarrollo de las vocales típico del dálmata y el balcorrumano así como su evolución de los grupos latinos /kt/, /ks/, /gn/ hacía /pt/, /ps/ y /mn/ también estuvieron presentes en las lenguas italorromances y que tras procesos fonológicos posteriores estas evoluciones se alteraron en casi todas las variedades.

## Clasificación
- Lenguas balcorromances: Comprende las verdaderas lenguas romances orientales que se diferencian de las otras lenguas romances por sus isoglosas y rasgos gramaticales únicos.[13] También los préstamos lingüísticos son provenientes de las lenguas eslavas y las lenguas paleobalcánicas que impactó principalmente en las lenguas balcorrumanas, mientras que en el dálmata la influencia fue minoritaria. Otras lenguas romances extintas que podría incluir es el panonio una lengua romance extinta con escasos testimonios.
  - Lenguas balcorrumanas: es el grupo que incluye el rumano y variedades emparentadas: el arrumano, meglenorrumano e istrorrumano. Se diferencian de otras lenguas romances debido al gran número de préstamos eslavos, húngaros y las antiguas lenguas balcánicas que han influido el léxico principal, por lo que se consideran las lenguas romances más divergentes del latín en cuanto a léxico.[14]
  - Dálmata: es una lengua romance extinta desde el siglo XIX que forma su propio grupo lingüístico, el más cercano al balcorrumano. Al igual que el rumano recibió cierta influencia eslava y de las antiguas lenguas balcánicas, pero dicha no llegó a sustituir la gran parte del vocabulario latino. Comparte algunas evoluciones y desarrollos fonéticos con el grupo balcorrumano, pero también tiene ciertas evoluciones y desarrollos que son únicos en las lenguas romances. El dálmata posiblemente fue la lengua más conservadora y arcaica del grupo ya que este no presentó palatalización ante (-ce, -ge, -te y -ti) a diferencia de lo que sucedió en los otros dos grupos.[15] La clasificación de ethnologue sin evidencias sólidas en su favor la agrupa junto con las lenguas italorromances y el istriano en un grupo italo-dálmata, sin embargo dicha agrupación no es filogenética.[2]
- Lenguas italorromances: incluye al toscano y sus modernos descendientes (italiano, corso, gallurés) y lenguas emparentadas siciliano, napolitano y romanesco o italiano central. Se considera el segundo grupo más conservador del latín después del sardo. Son lenguas romances que no se han visto afectadas por el substrato lingüístico. Otros autores clasifican estas lenguas como una rama independiente de las otras lenguas romances con caracteres intermediarios entre el romance occidental y el romance oriental, llamándolas "lenguas romances meridionales" que no debe confundirse con las lenguas romances insulares, rama a la que pertenece el sardo.[15]